# Кеннель
Ке́ннель, или альгоспорогели́т, — ископаемые угли класса сапропелито-гумитов. Как правило, кеннели имеют чёрный цвет с сероватым или слегка буроватым оттенком и тусклым шелковистым блеском в гладких местах:214. Излом плоско-раковистый, сглаженный, сложение массивное. Кеннели залегают в пластах угля в виде прослоек или линз.
Название происходит от англ. cannel соal, буквально — уголь-свеча (от искажённого candle), поскольку кеннель легко загорается и горит как свеча, ярким пламенем с дымом.
Кеннель, богхед-кеннель и касьянит являются наиболее распространенными петрографическими типами среди гумитосапропелитов.

## Внешний вид
Кеннель, или кеннельский уголь, по своим внешним признакам примыкает к богхедам, но отличается от них по микроструктуре. Сложение — массивное. Блеск матовый, но переходящий в жирный, а иногда в шелковистый. Цвет бурый, буровато-чёрный или чёрный. Излом раковистый или полураковистый.
Представляя собой переходную форму от гумусовых к сапропелевым углям, кеннели при общем осмотре имеют полуматовый, однородный, иногда со слабой штриховатой основой вид, с тусклым шелковистым блеском и струйчатым изломом. Микроскопический анализ показывает, что в составе кеннеля среди основной сапропелево-гумусной массы, составляющей примерно 60-70 %, наблюдается довольно большое количество микроспор (до 25 % общей массы).

## Состав
Кеннели более чем на 70 % состоят из гелефицированной основной массы и большого количества равномерно и послойно расположенных сплюснутых микроспор и редких обрывков мегаспор (до 25 %). Иногда встречаются также включения: единичные водоросли (в отдельных случаях их может быть большое количество), обрывки кутикулы, мелкие обломки фюзенизированных тканей и линзочек витрена. Под микроскопом К. представляет собой скопление главным образом микроспор в бурой основной массе без участия фюзена и более крупных растительных остатков. Основная масса кеннелей — сапропелевая с примесью гумусового вещества, что приводит к повышенному содержанию водорода (6-9 %) и обуславливает способность кеннелей загораться от спички или любого другого открытого огня.
Кеннели образованы из метаморфизированных растительных смол, спор, восков, а также из проводящей и наружной меристемы наземных сосудистых растений. В большой степени материалом для образования кеннелей стали ископаемые плауны. Отложения кеннелей постепенно накапливались в каменноугольный период в условиях дефицита кислорода на дне многочисленных прудов и мелких озёр, на торфообразующих болотах и в топях:214. Как следствие, кеннели не образуют глубоких пластов и чаще всего встречаются над другими месторождениями или в качестве небольших прослоек. В качестве примесей характерно включение мелких зёрен пирита, карбонатов или кварца.
По существу кеннели и кеннель-богхеды в полной мере относятся к классу сапропелитов, поскольку примесь спор и пыльцы к чистому богхеду, делающая его кеннель-богхедом, не изменяет существа сапропелевого процесса:216. Попадание спор и пыльцы в водоём происходит в большей степени из воздуха при разносе их ветром из окрестных лесов, и только в малой степени течением питающих ручьёв из окружающих болот.
Кеннель, богатый углеродом и нефтью, горит долго, с ярко-жёлтым пламенем, зольность очень небольшая. Современные представители класса плаунов (Lycopodiopsida) с таким же высоким содержанием масел и массой спор являются источником легковоспламеняющегося порошка ликоподиума.
Как представители сапропелитов, кеннели содержат меньше связанного углерода, чем обычный битумный уголь. Они включают в себя различные количества витринита и инертинита. Аналитически каннельский уголь состоит из микринитов, мацералов группы эксинита и некоторых неорганических материалов.

## Месторождения
Отдельные обширные месторождения кеннелей, пригодные для разработок, не встречаются. Однако почти во всех угольных пластах мира в той или иной мере попадаются прослойки (линзы, включения) сапропелитов или полусапропелитов. В частности, очень высокую степень подобия имеют кеннель-богхеды и богхед-кеннели в Львовско-Волынском, Донецком и Подмосковном угольных бассейнах, а также в среднеазиатском Кавакском месторождении.
Прослойки сапропелевых углей получают развитие, прежде всего, в пластах угольных месторождений, тяготеющих к платформенной зоне. Это богхеды, касьяниты, реже кеннель-богхеды (Сангарский район, Леписское месторождение, Жиганский район).
В углях балахонской серии Крапивинского угленосного района часто встречаются включения кеннель-богхедов.

## Применение
Кеннели с блестящей чёрной поверхностью легко обрабатываются и имеют привлекательный вид. В качестве украшений они использовались со времён неолита, а в Шотландии (часто вместе с гагатом) были найдены многочисленные изделия, датируемые временем ранее 3500 г. до нашей эры.
Кеннель в качестве топлива всегда ценился выше обычного угля и использовался в домашних каминах. Он горел дольше дерева, имел чистое яркое пламя и почти не оставлял золы.
Значительная плотность и вязкость кеннелей позволяет применять их также в качестве отделочного или облицовочного материала для художественных и бытовых изделий. Как и богхеды, кеннели характеризуется вязкостью. Они плотнее и менее хрупки, чем обычный уголь, их можно обрабатывать на токарном станке и полировать.